# Paz de Cavour

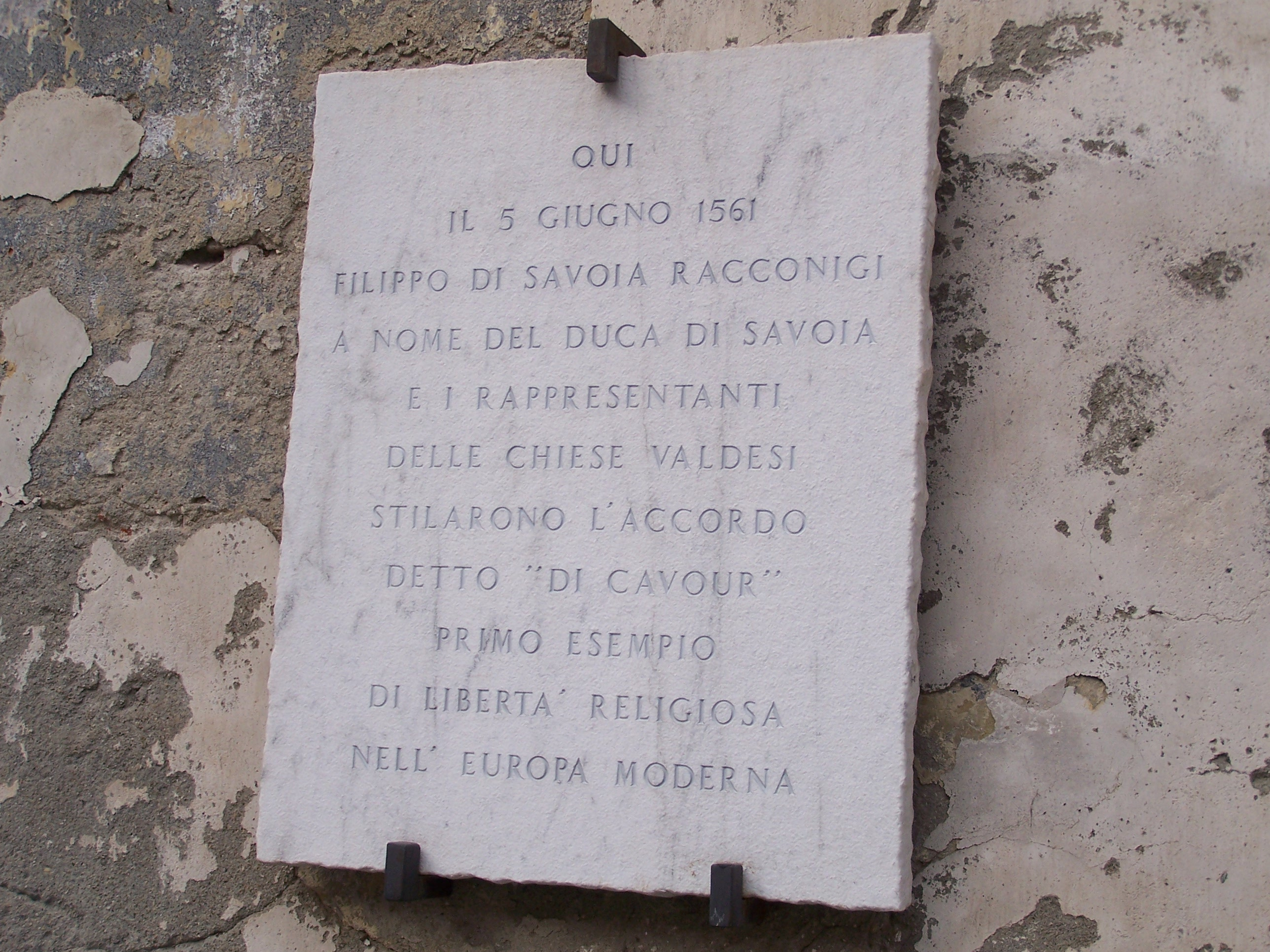
Epígrafe sobre la Casaforte de los Acaja-Racconigi en Cavour

La Paz de Cavour fue firmado en  Cavour, en la "Casaforte Acaja-Racconigi", el 5 de junio de 1561, por los ministros de los valles Valdenses del Piamonte y Felipe Saboya-Racconigi, representante del ducado de Saboya.
Los valdenses, que ya a principios del siglo XIII fueron sometidos a persecuciones por su posición anti jerárquica hacia la Iglesia católica, encontró un primer refugio en los valles de Saluzzo, en el Delfinado y en los alrededores.
Después de años en los que se toleró su presencia, las persecuciones comenzaron de nuevo, acentuándose con  diversos juicios por herejía, sentencias que, en ese momento, podría dar lugar a la estaca. 
En 1532, la adhesión a la Reforma protestante, los valdenses salieron definitivamente del ámbito católico.
Esto sólo aumentó las persecuciones que oponía una resistencia tenaz, incluso armado, dentro de los territorios en los que se había instalado las comunidades valdenses. 
La resistencia tomó la forma casi de una guerra civil, que duró casi treinta años y fue tan eficaz que obligó a Manuel Filiberto de Saboya, Duque de Saboya, a la concesión de algunas libertades religiosas a los valdenses.
El acuerdo, llamado la Paz de Cavour por el lugar de su celebración, su importancia reside en el hecho de que se considera (junto con la siguiente  Paz de Turda de 1568), uno de los primeros documentos oficiales otorgantes la libertad religiosa en la historia de Europa occidental.
La Paz de Cavour garantizaba para la comunidad perseguidas de los súbditos de Saboya, limitada a algunas zonas de los valles ocupados por los valdenses (Luserna, Perosa y San Martino), el derecho a profesar la religión reformada.
Durante casi un siglo, los valdense disfrutaron de una relativa paz.
En 1655, de hecho, con la Pascuas piamontesas la congregación valdense vio peligrar su libertad religiosa.
Ellos tuvieron que tomar de nuevo las armas y forzar al duque Carlos Manuel II de Saboya a conceder las  Patentes de Gracia.